# Marc Wilson
Marc David Wilson (Aghagallon, Észak-Írország, 1987. augusztus 17 –) ír válogatott labdarúgó, aki jelenleg a Bournemouth-ban játszik. Hátvédként és középpályásként is képes pályára lépni.

## Pályafutása

### Kezdeti évek
Wilson a Lisburn Youth ificsapatban kezdett el futballozni, de ekkoriban még kelta futballt is játszott a St Paul's Lurgan GAA együttesében. Később úgy döntött, hogy csak a labdarúgással szeretne foglalkozni. 2001-ben felvételt nyert a Manchester United ifiakadémiájára. Négy évet töltött ott, mielőtt 2004-ben a Portsmouth-hoz csatlakozott volna.

### Portsmouth
A Portsmouth-nál töltött első évei alatt Wilson főleg a tartalékcsapatban szerepelt és többször is kölcsönadták. 2006 márciusában kölcsönadták a Yeovil Townnak, ahol lejátszotta pályafutása első profi mérkőzését, a Walsall ellen. 2007-ben kétszer is kölcsönvette a Bournemouth, ahol összesen 26 bajnokin kapott lehetőséget, három gólt szerezve. 2007 novemberében a Luton Town is kölcsönvette, de időközben a klub csődeljárás alá került, így a vártnál hamarabb vissza kellett térnie a Portsmouth-hoz.
2008. július 7-én új, hároméves szerződést írt alá a csapattal. Szeptember 24-én, egy Chelsea elleni Ligakupa-meccsen debütált a Portsmouth-ban, csereként beállva. Kezdőként először a Heerenveen ellen kapott lehetőséget, az UEFA-kupában, jobbhátvédként játszva. December 26-án első alkalommal kapott kezdőként lehetőséget a Premier League-ben, a West Ham United ellen. 2009. augusztus 5-én csapata portugáliai edzőtáborozása során összetűzésbe keveredett csapattársával, David Nugenttel, amiért mindkét játékost hazaküldték és kétheti fizetésmegvonással büntették.
A 2009/10-es szezonban állandó tagjává vált a csapatnak, mely végül kiesett a Premier League-ből és ezüstérmet szerzett az FA Kupában. A döntőben Wilson egy sérülés miatt nem játszhatott. Középhátvédként nyújtott teljesítménye miatt több kritikát is kapott, de középpályásként rendre jól teljesített. 2010. február 5-én egy új, három és fél évre szóló szerződést kapott a Portsmouth-tól. A 2010/11-es idény előtt megkapta a 6-os számú szerelést az addig használt 35-ös helyett és csapatkapitány lett. Ezzel 22 évesen ő lett a klub valaha volt legfiatalabb állandó kapitánya. Steve Cotterill menedzser azonban egy interjúban elárulta, hogy Wilson közel áll hozzá, hogy a Premier League-ben szereplő Stoke Cityhez igazoljon.

### Stoke City
2010. augusztus 31-én a Stoke City leigazolta Wilsont. Egy bizonyos pénzösszeg mellett Liam Lawrence-et és Dave Kitsont is odaadta a Portsmouth-nak a játékosért cserébe a klub. Wilson Szeptember 13-án, az Aston Villa ellen mutatkozott be. Bár volt néhány jó passza, fizikálisan nehezen tudta felvenni a versenyt Sztilijan Petrovval és Nigel Reo-Cokerrel, ezért a második félidő elején lecserélték. Első teljes meccsét október 24-én, a Manchester United ellen játszotta. Első gólját 2010. december 26-án, a Blackburn Rovers 2-0-s legyőzése során szerezte. 2011 elején, a Manchester United és a Cardiff City ellen a meccs legjobbjának választották. Minden mérkőzésen pályára lépett az FA Kupában, ahol csapata a döntőig jutott, de ott kikapott a Manchester City ellen.
A 2011/12-es idényben főleg balhátvédként játszott. Összesen 45 meccsen kapott lehetőséget. A következő évadot jó formában kezdte, de 2012. október 27-én szárkapocscsonttörést szenvedett egy Sunderland elleni meccsen. Nem sokkal sérülése előtt hároméves szerződést írt alá csapatával. 2013 januárjában állt újra edzésbe és február 23-án, a Fulham ellen térhetett vissza a pályára. A szezon után Tony Pulist Mark Hughes váltotta a menedzseri poszton, amit Wilson örömmel fogadott.
Erik Pieters és Marc Muniesa leigazolása után megerősödött a Stoke védelme, így Wilson visszatérhetett a középpályára a 2013/14-es szezonban. Nem sikerült azonban állandó helyet szereznie magának és hónapokig csak a cserepadon ült, mielőtt 2013 decemberében, Robert Huth sérülése miatt ismét a kezdőben kapott helyet, hátvédként. Wilson ezután Ryan Shawcross állandó védőpárja maradt az idény végéig. A következő idényben Wilson volt az egyetlen Stoke City játékos, akit bajnokin kiállítottak. 2015. május 2-án, a Swansea City ellen kapott piros lapot.
2016. január 30-án, egy Crystal Palace elleni FA Kupa-meccsen térdsérülést szenvedett, ami miatt hat hónapig nem játszhatott. A 2015/16-os szezonban mindössze négy bajnokin játszhatott, és csak egyetlen alkalommal kezdőként. 2016 nyarán bizonytalanná vált a jövője, miután nyilvánosan kritizálta csapata menedzserét, Mark Hughest.

### Bournemouth
A Bournemouth 2016. augusztus 15-én ismeretlen összeg ellenében leigazolta Wilsont, kétéves szerződést kötve vele. Augusztus 24-én, egy Morecambe elleni Ligakupa-meccsen megszerezte első gólját új csapatában.

## Válogatott pályafutása
Wilson U15-ös szinten még az északír válogatottban szerepelt, de később Írország korosztályos csapataiban játszott. 2010 márciusában egy Brazília elleni barátságos meccsre behívták a felnőtt válogatottba is, de nem kapott játéklehetőséget. 2011 februárjában, egy Wales elleni Nations Cup meccsen debütált a csapatban. 2012 januárjában az új északír szövetségi kapitány, Michael O’Neill szerette volna meggyőzni, hogy térjen vissza az északír válogatottba, de nemet mondott.
Első gólját 2012. október 16-án, egy Feröer elleni vb-selejtezőn szerezte. Miután Martin O’Neill átvette az ír válogatott irányítását, hátvédként számított Wilsonra. Először Lettország ellen lépett pályára a védelem közepén, John O’Shea mellett, csapata 3-0-ra nyert. 2016. május 23-án O’Neill bejelentette, hogy Wilson nem lehet ott a 2016-os Eb-n, egy sérülés miatt.